# Голод у Московському Царстві 1601-1603

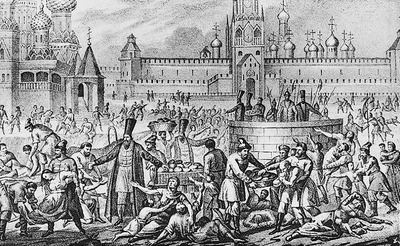
Великий голод у Московському Царстві

Го́лод у Моско́вському Ца́рстві (Вели́кий го́лод) — голод смутного часу, що охопив більшу частину європейської території Московського Царства в 1601–1603 роках, в правління Бориса Годунова та призвів до важких політичних наслідків.

## Причини
Початком голоду став неврожай 1601 року, який, на думку метеорологів, став результатом виверження вулкана Уайнапутіна в Іспанському Перу 19 лютого 1600. Це призвело до накопичення попелу в атмосфері Землі і викликало малий льодовиковий період, що характеризувався 10-тижневими проливними дощами влітку і ранніми заморозками восени. З іншого боку, історики й економісти вказують на те, що в XV—XVII століттях практично всі країни Європи пережили кризу пізнього Середньовіччя, викликану перенаселенням, яке поєднувалися зі зростаючою неефективністю ведення феодального сільського господарства.

## Хід подій
Через голод і неврожаї поміщики почали давати своїм селянам «вільну», а інші просто виганяли селян — щоб не годувати, — та, коли голод скінчиться, не втратити права на їх повернення.
В цей час поширювалися розбої та пограбування на дорогах. Багато голодних поринули в Москву, де государ Борис Годунов щедро роздавав гроші з казни (при цьому купці і монастирі займалися спекуляцією і приховували зерно в таємних засіках). В одній Москві за 2 роки від голоду загинуло не менше 127 000 осіб. За деякими оцінками, з 10 млн населення Московського Царства за два роки від голоду померло близько 3-х мільйонів осіб. Поширювалося людожерство.
У Московському Царстві розгорілося повстання Хлопко, з'явилися самозванці, а династія Годунових була скинута — спочатку помер цар Борис Федорович, а потім був убитий цар Федір Борисович з матір'ю.

## Наслідки
Голод викликав політичну нестабільність у державі — Смутний час та мав далекосяжні наслідки для демографічного розвитку Московського царства — оскільки значна частина населення кинулася в малонаселені південні і східні регіони країни — пониззя Дону, Волги, Яїка і в Сибір.